# Юшковичи (Брестская область)
Ю́шковичи (бел. Юшкавічы) — деревня в Барановичском районе Брестской области Белоруссии. Входит в состав Крошинского сельсовета. Население — 23 человека (2019).

## География
Расположена в 21,5 км по автодорогам к северо-востоку от центра Барановичей и в 8,5 км по автодорогам к северо-востоку от центра сельсовета, агрогородка Крошин. Рядом находится железнодорожная платформа Юшкевичи. Имеется кладбище, молочно-товарная ферма к северу от деревни, сохранилось здание бывшей начальной школы.

## История
Обозначена на карте Шуберта первой половины XIX века. В 1886 году в Черниховской волости Новогрудского уезда Минской губернии, 51 двор. По переписи 1897 года в деревне было 102 двора, проживало 647 жителей (309 мужчин, 338 женщин), из них 596 римских католиков. Имелись хлебозапасный магазин, 5 ветряных мельниц, кузница и трактир. В ноябре 1905 года произошло восстание местных селян, которые самовольно рубили лес помещиков. В 1909 году — 128 дворов. На карте 1910 года указана под названием Юшкевичи.
С 1921 года в гмине Чернихово Барановичского повета Новогрудского воеводства Польши. По переписи 1921 года в деревне числилось 124 жилых и 11 прочих обитаемых зданий, в которых проживало 703 человека (333 мужчины, 370 женщин), из них 698 поляков и 5 белорусов (по вероисповеданию — 657 римских католиков, 44 православных и 2 иудея).
С 1939 года в составе БССР. С 15 января 1940 года в Городищенском районе Барановичской, с 8 января 1954 года Брестской области, с 25 декабря 1962 года в Барановичском районе. С конца июня 1941 года до июля 1944 года оккупирована немецко-фашистскими захватчиками.
До недавнего времени действовал магазин.

## Население
На 1 января 2023 года в деревне проживало 46 человек в 29 хозяйствах.
| Численность населения (по переписи) | Численность населения (по переписи) | Численность населения (по переписи) | Численность населения (по переписи) | Численность населения (по переписи) | Численность населения (по переписи) | Численность населения (по переписи) | Численность населения (по переписи) | Численность населения (по переписи) |
| 1886                                | 1897                                | 1909                                | 1921                                | 1959                                | 1970                                | 1999                                | 2009                                | 2019                                |
| ----------------------------------- | ----------------------------------- | ----------------------------------- | ----------------------------------- | ----------------------------------- | ----------------------------------- | ----------------------------------- | ----------------------------------- | ----------------------------------- |
| 564                                 | ↗647                                | ↘553                                | ↗703                                | ↘534                                | ↘353                                | ↘77                                 | ↘53                                 | ↘23                                 |

## Достопримечательности
- Костёл Наисвятейшей Троицы (освящён в 1938 году).
- Братская могила советских воинов. Похоронено более 40 воинов (все известны), умерших от ран в полевом госпитале в 1944 году. В 1944 году на могиле установлен обелиск[9].